# Том Форман
Том Форман (англ. Tom Forman; 22 лютого 1893 — 7 листопада 1926) — американський кіноактор, сценарист, режисер і продюсер початку 1920-х років.

## Кар'єра
Форман зняв свій перший фільм для компанії Джессі Л. Ласкі в 1914 року. За винятком перебуванням на фронті під час Першої світової війни, він мав успішну кар'єру як актор і режисер. Форман був режисером у фільмі Лона Чейні «Тіні» (1922), але його найбільше досягнення було реалізовано під час екранізації роману Оуена Вістера «Вірджинець» (1923). Після чого його кар'єра здригнулася, він був скорочений до роботи над дешевими мелодрамами. Форман також відомий по своїй роботі з Едіт Таліаферро в Молодий романтик.
Форман мав знімати фільм «Крах» з Columbia Pictures, який повинен був почати зніматися 8 листопада 1926, проте до вечора 7 листопада Форман покінчив життя самогубством, вистріливши собі в серце в будинку своїх батьків у Венеції, штат Каліфорнія.

## Фільмографія

### Актор
| - Ігри з дияволом в кості / Devil's Dice (1926) - Хобокен в Голлівуді / Hoboken to Hollywood (1926) - Кошерна Кітті Келлі / Kosher Kitty Kelly (1926) - Білі плечі / White Shoulders (1922) - Підсумок новин / The Round-Up (1920) - Морський вовк / The Sea Wolf (1920) - Древо пізнання / The Tree of Knowledge (1920) - Молоде серце / The Heart of Youth (1919) - Луїзіана / Louisiana (1919) - У горі і в радості / For Better, for Worse (1919) - Хашімура Того / Hashimura Togo (1917) - Поцілунок для Сьюзі / A Kiss for Susie (1917) - Заборонений шлях / Forbidden Paths (1917) - Її дивне весілля / Her Strange Wedding (1917) - Кігті ягуара / The Jaguar's Claws (1917) - Припливи з Барнегат / The Tides of Barnegat (1917) - Вартість ненависті / The Cost of Hatred (1917) - Ті, що без гріха / Those Without Sin (1917) - На записі / On Record (1917) - Американський консул / The American Consul (1917) - Зловісне око / The Evil Eye (1917) - Жовта застава / The Yellow Pawn (1916) - Незахищений / Unprotected (1916) | - Громадська думка / Public Opinion (1916) - Клоун / The Clown (1916) - Чоловік на тисячу доларів / The Thousand-Dollar Husband (1916) - Обідранець / The Ragamuffin (1916) - Невідомий / The Unknown (1915) - Провідник / The Explorer (1915) - З темряви / Out of the Darkness (1915) - Весілля Кітті / The Marriage of Kitty (1915) - Маріонеткова корона / The Puppet Crown (1915) - Бойова надія / The Fighting Hope (1915) - Розпалювання / Kindling (1915) - Чиммі Фадден / Chimmie Fadden (1915) - Не випускай з уваги / The Wild Goose Chase (1915) - Викрадені товари / Stolen Goods (1915) - Жінка / The Woman (1915) - Леді губернатор / The Governor's Lady (1915) - Джентльмен на відпочинку / A Gentleman of Leisure (1915) - Молодий романтик / Young Romance (1915) - Світло і тіні / Lights and Shadows (1914) - Доброчесність сама собі нагорода / Virtue Is Its Own Reward (1914) - Алібі / The Alibi (1913) - Джон, візник / John, the Wagoner (1913) - Шрами зради / The Treachery of a Scar (1913) |

### Режисер
| - Ігри з дияволом в кості / Devil's Dice (1926) - Народ проти Ненсі Престон / The People vs. Nancy Preston (1925) - Від шосе / Off the Highway (1925) - Багряний бігун / The Crimson Runner (1925) - Лестощі / Flattery (1925) - Ревучі рейси / Roaring Rails (1924) - Бойовий американець / The Fighting American (1924) - Квітневі дощі / April Showers (1923) - Вірджинець / The Virginian (1923) | - Зламане крило / The Broken Wing (1923) - Жінка-завойовник / The Woman Conquers (1922) - Тіні / Shadows (1922) - Білі плечі / White Shoulders (1922) - Там був принц / A Prince There Was (1921) - Кеппі Рікс / Cappy Ricks (1921) - Білий і неодружений / White and Unmarried (1921) - Місто безмовних чоловіків / The City of Silent Men (1921) - Гріхи Розанн / The Sins of Rosanne (1920) |

### Сценарист
| - Зламане крило / The Broken Wing (1923) - Підсумок новин / The Round-Up (1920) - Гріхи її батьків / Sins of Her Parent (1916) | - Безлюдна порода / The Desert Breed (1915) - Нитки долі / The Threads of Fate (1915) - Міра людини / The Measure of a Man (1915) |